# Ми (фільм, 2019)
«Ми» (англ. Us) — американський фільм жахів, американського режисера і актора Джордана Піла. Світова прем'єра фільму відбулася 8 березня 2019 року на кінофестивалі SXSW. На широкі екрани фільм вийшов 22 березня 2019 року, прем'єра в Україні — 28 березня 2019.
Аделеїда та Гейб Вілсони разом з двома дітьми вирушають на відпочинок. Вони оселяються в будинку на узбережжі Каліфорнії, де колись жила Аделаїда. Згодом поблизу будинку з'являються незнайомці, що виявляються копіями Вілсонів і лишається тільки здогадуватись чого вони хочуть.

## Сюжет
Фільм починається зазначенням, що під поверхнею США пролягає безліч тунелів, призначення яких невідоме. В 1986 року маленька Аделаїда Томас відпочиває з батьками в парку розваг. Оскільки батьки ігнорують її прохання, Аделаїда непомітно відходить на пляж, де бачить атракціон — дзеркальний лабіринт. Блукаючи між дзеркал, дівчинка бачить своє відображення, але скоро на свій жах розуміє, що це її жива копія. В цей час у США відбувається акція — живий ланцюг єднання від Атлантичного до Тихого океану, зібраний задля подолання голоду.
В сучасності доросла Аделаїда приїжджає зі своїм чоловіком Гейбом Вілсоном та їхніми дітьми, дочкою Зорою та сином Джейсоном, до будинку в Санта-Крузі, де жила в дитинстві. Гейб каже про пляж, що змушує Аделаїду згадати той випадок з атракціоном, після якого вона на якийсь час оніміла. Гейб, прагнучи справити враження на своїх друзів Джоша та Кітті Тайлер, купує човен і не зважає на відмову Аделаїди поїхати з ним. Врешті родина їде на пляж і дорогою бачить як «швидка» забирає скривавленого чоловіка. На пляжі Джейсон бачить той самий атракціон, а поруч закривавленого чоловіка, якого інші не помічають. Кітті в розмові з Аделаїдою зауважує, що останнім часом стається багато дивних збігів. Джейсон не розповідає що бачив на пляжі, але робить малюнок того випадку. Аделаїда боїться, що знову зустріне свою копію, цей страх переслідує її, але Гейб запевняє, що захистить дружну.
Раптом у будинку зникає світло, а на подвір'ї виникають четверо незнайомців. Гейб намагається злякати їх битою, але ті вламуються до будинку. Дивлячись на незнайомців, Вілсони з жахом розуміють, що ті виглядають точно як вони. Копія Аделаїди, що називає себе Ред, розповідає про дівчину, в якої була тінь. Усе, що робила дівчина, її тінь мусила повторювати, навіть якщо не бажала. Так, тіні довелося вийти заміж за нелюба та народити дітей, яких вона не хотіла. Потім Ред приковує Аделаїду наручниками до столу, Зору переслідує її копія Умбра, Гейба витягає на вулицю Абрагам, а Джейсон змушений гратися з Плутоном у шафі.
Умбру відволікає сусід, якого вона коле ножицями. Скориставшись цим, Зора тікає. Абрагам кидає Гейба в мішок і везе кудись на човні, але йому вдається звільнитись і убити Абрагама гвинтом човна. Джейсон виявляє, що Плутон повторює його дії, тож хлопчик відволікає Плутона за допомогою фокусу і замикає в шафі. Ред відволікається на крики Плутона, тоді Аделаїда тікає і приєднується до решти родини. Вілсони відпливають на човні, лишивши Ред і Плутона на пристані.
Вілсони шукають прихистку в будинку Тайлерів, але виявляють, що ті вбиті своїми двійниками. Вілсони вбивають двійників Тайлерів і з місцевих новин дізнаються, що по всіх Сполучених Штатах виникають двійники, котрі вбивають людей. Ці двійники з'єднують руки разом, утворюючи людський ланцюг.
Вілсони забирають авто Тайлерів, але їх переслідує Умбра, поки не падає під авто, зламавши собі хребта. На світанку Вілсони прибувають на набережну Санта-Круз, де знаходять власне покинуте авто. Плутон намагається вбити Вілсонів, підпаливши розлитий бензин, але Джейсон, пам'ятаючи, що Плутон повторює кожен його рух, змушує двійника зайти в полум'я та згоріти живцем. Та несподівано з'являється Ред і викрадає Джейсона.
Зора та Гейб ховаються в кареті швидкої допомоги. Аделаїда здогадується, що Ред забрала її сина до атракціону з дзеркалами. Там вона знаходить спуск у підземелля, наповнене білими кроликами. Ред розповідає, що тут жили двійники, харчуючись кроликами. Двійників створив уряд США аби контролювати людей на поверхні, проте вийшло навпаки, адже двійники не мали душі. Протягом багатьох поколінь двійники жили під землею, безглуздо повторюючи дій своїх оригіналів, доки Ред не організувала їхню втечу. Аделаїді вдається вбити Ред, вона знаходить Джейсона, захованого в шафці, і обіцяє йому, що все стане, як раніше.
Вілсони покидають місто. Але в дорозі Аделаїда пригадує, що вона — Ред. Насправді в дитинстві вона забрала Аделаїду в підземелля, а сама зайняла її місце на поверхні. Джейсон з острахом дивиться на матір і одягає маску. Тим часом ланцюг єднання продовжує стояти від океану до океану.

## У ролях
| Актор               | Роль                  |
| ------------------- | --------------------- |
| Люпіта Ніонго       | Аделаїда Вілсон/Ред   |
| Вінстон Дюк         | Гейб Вілсон/Абрагам   |
| Шахаді Райт Джозеф  | Зора Вілсон/Амбра     |
| Еван Алекс          | Джейсон Вілсон/Плутон |
| Елізабет Мосс       | Кітті Тайлер/Далія    |
| Тім Гайдекер        | Джош Тайлер/Текс      |
| Ях'я Абдул-Матін II | Расел Томас/Вейланд   |
| Анна Діоп           | Рейн Томас/Ерту       |
| Кара Гейворд        | Ненсі/Сід             |
| Дастін Ібарра       | Трой/Бренд            |

## Оцінки й відгуки
На агрегаторі Rotten Tomatoes фільм зібрав 93 % схвальних рецензій кінокритиків з середньою оцінкою 7,9/10. На Metacritic середньозважена оцінка критиків складає 81/100.
Згідно зі Стефані Захарек із «Time», фільм гарно виглядає, але неясно що він хоче сказати. «Ми» перевантажено метафорами щодо сприйняття інших людей, расизму та єдності пригноблених і роз'єднання гнобителів. «Одна справа, коли фільм присоромлює вас, залишаючи невпевненими щодо себе та свого місця у світі; зовсім інше — це змушувати вас замислюватися, що саме намагається сказати режисер своїм грізним словесним і візуальним словником».
Дебора Росс із «The Spectator» відгукнулася, що початок фільму збентежує та змушує з нетерпінням очікувати що станеться далі, проте другий акт частіше нудний, ніж страшний. Можна здогадуватися, що Вілсони самі є двійниками своїх багатших друзів, що тунелі під Америкою — це посилання на нижчий прошарок суспільства чи підземну залізницю, якою в XIX столітті тікали раби. Та фільм робить надто мало, щоб поєднати всі натяки. «Ніонго зачаровує, і коли її двійниця вперше заговорила, ніби бритва застрягла в її горлі, кров стигне. Є дивовижна сцена з Елізабет Мосс… Також саундтрек (хіп-хоп гімни, африканські ритми) чудовий. Але нічого не в'яжеться. Моменти гумору вставлені невміло. Двійники ніколи не є чимось більшим, ніж посередні зомбі. А алюзії на Біблію та кроликів (це перевершує навіть „Фаворитку“) ніколи не складаються».
На думку Ганни Джіорджіс із «The Atlantic», «Ми» — це тонкий докір Голлівуду за те, що темношкірим акторам насправді важко реалізувати там свій талант, адже гра Люпіти Ніонго (відомої за «12 років рабства» та «Чорна пантера») в обох ролях Аделаїди та Ред дійсно майстерна.
Марк Кермод у рецензії для «The Guardian» відзначив, що актори фільму «Ми» чудового грають, а рухи двійників мають хорошу хореографію. Фільм переходить то до домашнього ситкому, то до соціополітичного шокування. «Ми» наповнено натяками на майбутні події, одноразовими репліками, які спритно створюють одкровення наприкінці дня; імітовані людські жести двійників, нагадують сатиру на «Світанок мерців» Джорджа Ромеро. Музика Джеррі Голдсміта із «Омена», «Luniz», Мінні Ріпертон і (найяскравіше) «NWA», створюють кумедно-жахливу атмосферу, що доповнює дію на екрані. «Це класична історія повернення пригноблених у манері Джекіла та Гайда (у кожного є тінь, темна сторона) чи ширша притча про паразитарні стосунки заможного суспільства з прихованим нижчим класом… Важливо те, що Піл дозволяє своїй аудиторії грати в обох напрямках — щоб самим вирішити, що такого страшного в цих підземних видіннях і привидах, які вони породжують».